# Kristin Cashore
Kristin Cashore (Boston, 1977) es una escritora de fantasía estadounidense. Su primer libro, Graceling, publicado en octubre de 2008, fue nominado para el premio Andre Norton y el premio William C. Morris. Su segundo libro, Fire (Fuego), publicado en octubre de 2009, se sitúa en un tiempo anterior al de Graceling. Su tercer libro se titula Bitterblue.

## Publicaciones

### Graceling
Graceling fue publicado en inglés en 2008 y en español en 2009. Los gracelings (en español 'los agraciados' o 'en gracia') son personas que nacen con un talento extremo, conocido como «gracia». Son muy pocos y encontrarlos es bastante inusual, se les teme por ser diferentes y, a menudo son explotados por sus extraordinarias habilidades. Se les reconoce por tener heterocromía -un ojo de un color distinto al otro-.

### Fire
Fuego, aunque escrito con posterioridad a Graceling se sitúa temporalmente 30 años antes de los sucesos narrados en Graceling. La novela se desarrolla en las montañas del este de los siete reinos.
Cuenta la historia de una joven monstruo de forma humana que es odiado por ser diferente y por poseer habilidades sobrenaturales.

### Bitterblue
Su tercer libro, Bitterblue, continúa el mundo fantástico de Graceling y Fuego y tiene lugar en los siete reinos, ocho años después de Graceling. La protagonista es Bitterblue (Gramilla). Katsa, Po, y otros personajes de Graceling también aparecen. Se publicó en España el 1 de mayo de 2012.